# Poyntonophrynus hoeschi
Poyntonophrynus hoeschi är en groddjursart som först beskrevs av Ahl 1934.  Poyntonophrynus hoeschi ingår i släktet Poyntonophrynus och familjen paddor. IUCN kategoriserar arten globalt som livskraftig. Inga underarter finns listade i Catalogue of Life.